# SVT-40
SVT-40, hoặc là Tokarev SVT-40, tên đầy đủ tiếng Nga là Самозарядная Винтовка Токарева, Образец 1940 года (phiên âm: Samozaryadnaya Vintovka Tokareva, Obrazets 1940 goda, dịch sang tiếng Việt: Súng trường bán tự động Tokarev, mẫu năm 1940) là một loại súng trường bán tự động được thiết kế bởi Fedor Tokarev và Sergei Gavrilovich Simonov, hai nhà thiết kế vũ khí của đất nước Liên Xô. Nó được sử dụng rất nhiều trong Chiến tranh Thế giới thứ hai cùng nhiều cuộc chiến khác sau đó.

## Lịch sử
Vào những năm đầu thập niên 1930, Liên Xô yêu cầu phát triển một mẫu súng trường bán tự động nằm thay thế khẩu Mosin-Nagant, lấy cảm hứng từ mẫu súng trường Mondragón của Mexico. Việc thiết kế được giao cho hai nhà thiết kế là Sergei Simonov và Fedor Tokarev. Simonov, người đã thiết kế khẩu Fedorov Avtomat, tạo ra phiên bản thử nghiệm của khẩu AVS-36 vào năm 1931. Khẩu súng được thử nghiệm trong Chiến tranh Mùa Đông nhưng bị loại bỏ vào năm 1941 do các lỗi thiết kế.

### SVT-38

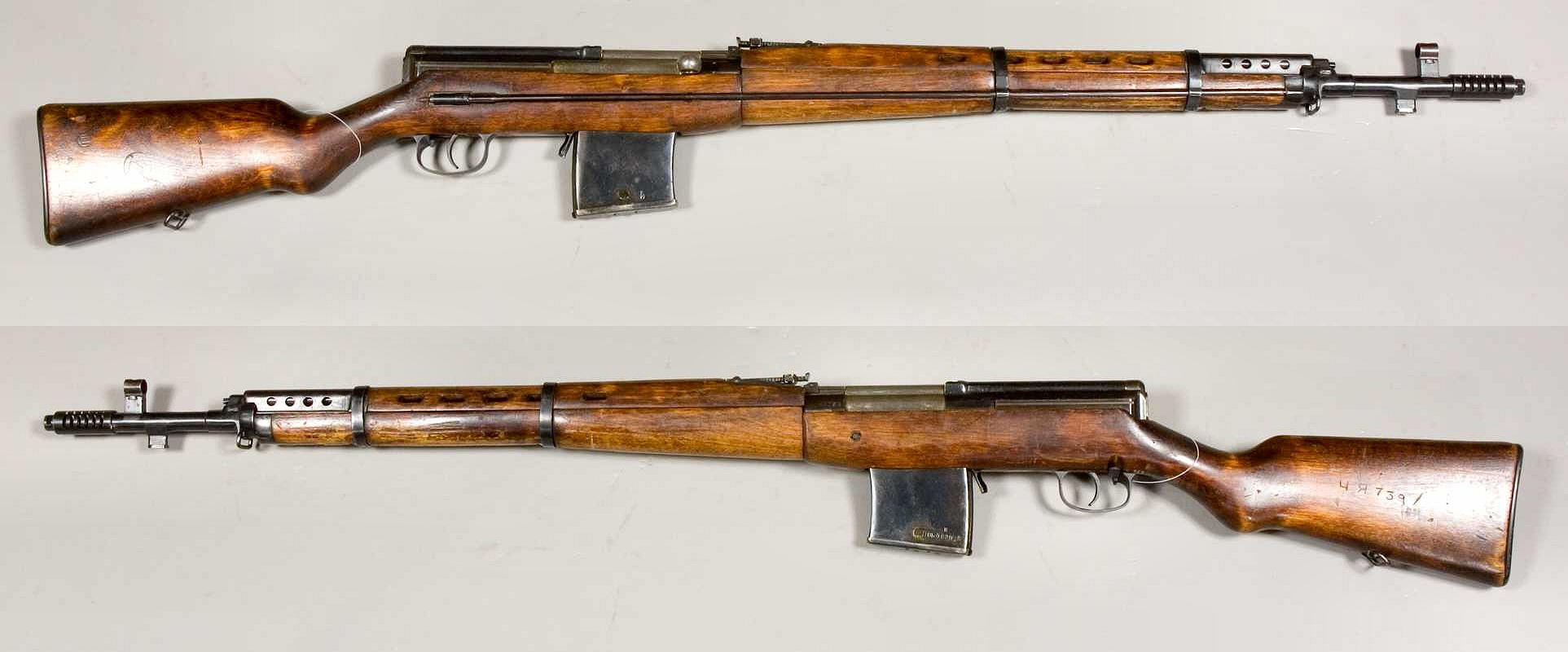
SVT-38

Vào năm 1938. mẫu súng trường của Tokarev được chuấn thuận đưa vào sản xuất, với mã định danh SVT-38 với hi vọng rằng nó sẽ trở thành súng trường tiêu chuẩn mới của Hồng quân. Một kế hoạch sản xuất đầu tham vọng với 2 triểu khẩu được sản xuaté trước năm 1942. Việc sản xuất bắt đầu tại nhà máy vũ khí  Tula vào tháng bảy năm 1939.
SVT-38 là mẫu súng trường  nạp đạn bằng khí nén trích khí ngắn, piston ở phí trên nòng súng với khóa nòng nghiêng, cơ cấu này sau này cũng được sử dụng trên khẩu FN FAL. SVT-38 được trang bị lưỡi lê  và hộp tiếp đạn 10 viên. Hộp khóa nòng hở phần trên, khiến cho có thể nạp đạn từ kẹp đạn 5 viên của khẩu Mosin–Nagant. Phiên bản bắn tỉa được trang bị kính ngắm PU với độ phóng đại 3,5.
SVT-38 lần đầu tham chiến trong chiến tranh Mùa đông  vào năm 1939–1940 với Phần Lan. Khẩu súng có nhiều lỗi thiết kế, với cửa xả khí dễ bị tắc, hộp tiếp đạn có thể rơi trong quá trình sử dụng, và tầm bắn chính xác của nó chỉ đạt 600m.Quá trình sản xuất bị dừng lại vào tháng tư năm 1940 khi mà chỉ 150.000 được sản xuất.

### SVT-40
=Với sự loại biên của khẩu STV-38, phiên bản cải tiến của nó là  SVT-40 đi vào sản xuất hàng loạt. Thiết kế này được cải thiện dang kể, với khối lượng nhẹ hơn với chốt băng đạn gập. Ốp lót tay được cáu thành từ một mảnh và ống thông nòng được đặt dưới nòng súng. Một số chỉnh sửa khác cũng khiến quá trình sản xuát đựuoc đơn giản hóa. Quá trình sản xuất bắt đầu tại nhà máy Tula vào tháng bảy năm 1940 và sau đó tại các nhà máy tại  Izhevsk và Podolsk. Quá trình sản xuất súng trường Mosin–Nagant M1891/30 vẫn được tiếp tục, và nó vẫn là súng trường tiêu chuẩn của Hồng quân, với khẩu SVT-40 more often issued to thường được sử dụng bởi các sĩ quan và các đơn vị tinh nhuệ hơn như lính thủy đánh bộ. Vì các nhà máy đã có kinh nghiệm sản xuất SVT-38,sản lượng tăng nhanh chóng và khoảng 70,000 khẩu SVT-40 được sản xuất trong năm 1940.

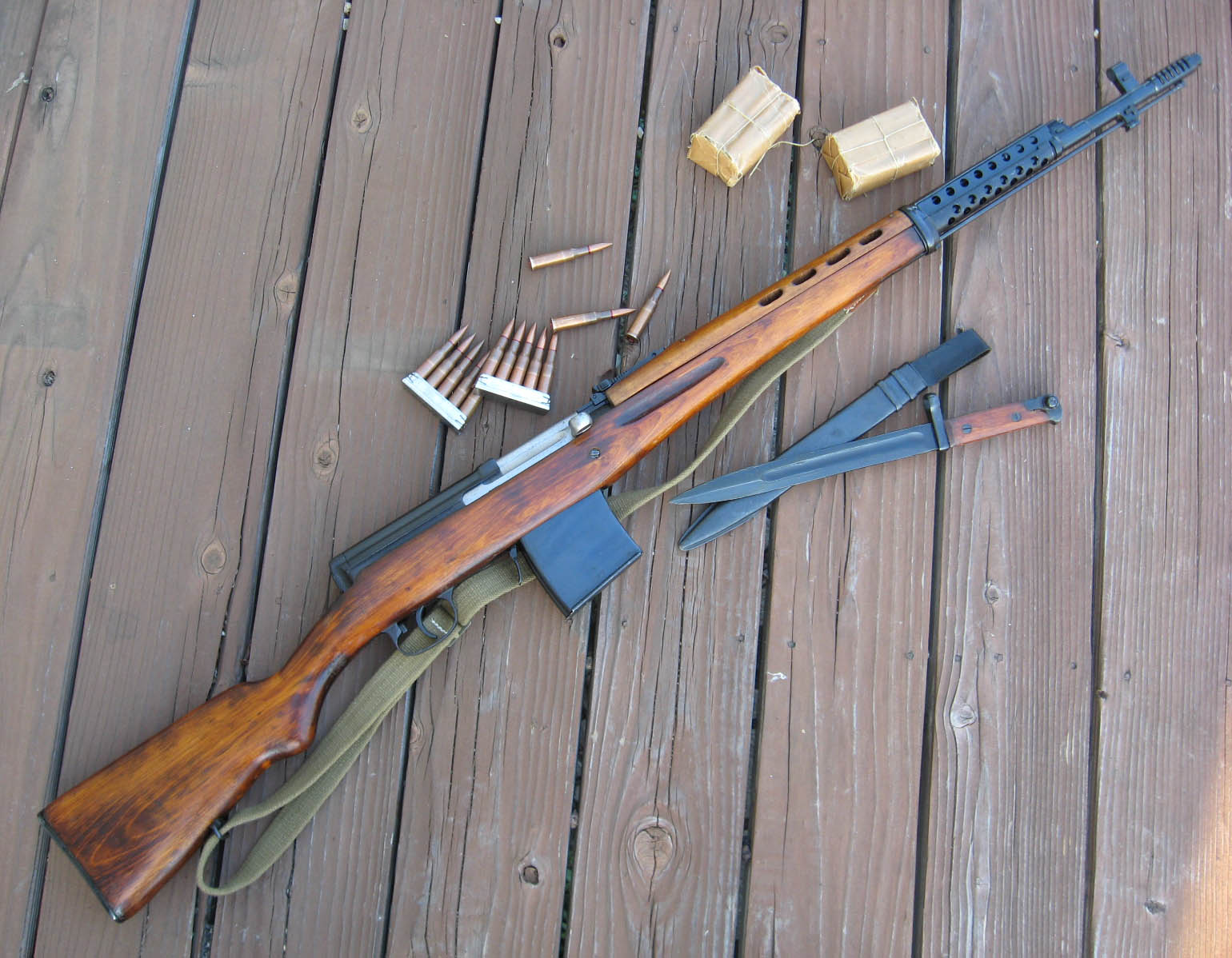
SVT-40

Trước chiến dịch Barbarossa, khi phe Trục xâm lược Liên Xô vào tháng sáu năm 1941, khẩu SVT-40 đã được sử dụng rộng rãi trong Hồng quân. Trong biên chế cấp sư đoàn của Hồng quân, một phần ba đáng lẽ là các khẩu SVT, mặc dù trong thực tế tỷ lệ này là thấp hơn. Tháng đầu của cuộc chiến là rất khó khắn với Liên Xô, khi họ mất hàng trăm nghìn khẩu STV. Để đối phó với tình trạng này, dây chuyền sản xuất Mosin–Nagant được khôi phục, đối với các binh lính chỉ qua huấn luyện đơn giản thì khẩu súng này đơn giản sử dụng và bảo quản hơn, trái ngược hoàn toàn với khẩu STV-40. Các mẫu súng tiểu liên như PPSh-41 đã chứng minh chỗ đứng với lợi thế là rẻ, đơn giản và hiệu quả hỏa lực tốt. Điều này dẫn đến sự suy giảm trong sản xuất STV. Vào 1941, hơn một triệu khẩu STV được sản xuất bởi nhà máy Izhevsk nhưng sau đó nhà máy được lệnh dừng sản xuất và chuyển sang mẫu Mosin–Nagant 91/30. Chỉ 264,000 khẩu SVT được sản xuất vào năm  1942 và quá trình sản xuất tiếp tục cho đến khi bị ngừng vào tháng một năm 1945. Tổng cộng có 1.600.000 khẩu SVT-38/40 được sản xuất, trong đó có 51,710 khẩu là phiên bản bắn tỉa SVT-40 .

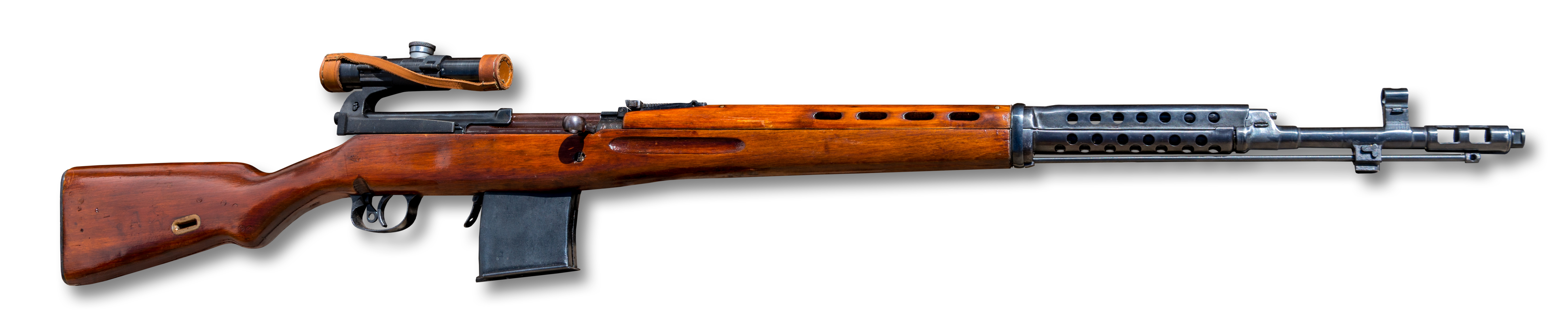
A SVT-40 với kính ngắm PU

## Các quốc gia sử dụng
- Liên Xô
- Nhà nước Độc lập Croatia[9]
- Tiệp Khắc: Lữ đoàn độc lập Tiệp Khắc số 1.[10]
- Việt Nam
  -  Việt Nam Dân chủ Cộng hòa: Sử dụng rất hạn chế.[11]

- Thụy Sĩ: Làm nhái thành AK-44
- Nga: Số lượng SVT-40 được cấp cho dân quân ở Luhansk có hạn.
  -  Cộng hòa Nhân dân Lugansk:  Do Nga tài trợ và được Lực lượng dân quân nhân dân Nga ở Ukraina.[12][nguồn tự xuất bản]
- Đức Quốc xã: Tịch thu từ quân đội Liên Xô, được gọi là Selbstladegewehr 259(r).[13]
- Estonia: Sử dụng trong và sau Thế chiến II.[14]
- Phần Lan: Thu được từ quân đội Liên Xô, phiên bản AVT-40 cũng được sử dụng.[15] Những chiếc SVT-38, SVT-40 và AVT-40 do Phần Lan thu giữ có tem thuộc tính [SA].
- Phong trào kháng chiến Ý: Tịch thu từ lính Đức Quốc xã
- Ba Lan: Lực lượng vũ trang Ba Lan ở phía Đông.[16]
- Croatia
- Lithuania: Cảnh sát dân sự Litva đã sử dụng những chiếc SVT-40 thu được trong thời kỳ Đức Quốc xã chiếm đóng Litva trong Thế chiến thứ hai.[17]
- Ukraina: Vào ngày 23 tháng 11 năm 2005, chính phủ đã ký một thỏa thuận với Cơ quan Hậu cần và Cung ứng NATO để bắt đầu tiêu hủy các kho vũ khí và đạn dược dư thừa để đổi lấy hỗ trợ vật chất và tài chính. Tính đến ngày 6 tháng 8 năm 2008, Bộ Quốc phòng có 11.500 khẩu súng trường SVT được cất giữ (10.000 khẩu có thể sử dụng được và 1.500 khẩu sẽ được tiêu hủy);[18] Tính đến ngày 15 tháng 8 năm 2011, 1000 khẩu súng vẫn còn trong kho của Bộ Quốc phòng,[19] Vào ngày 29 tháng 2 năm 2012, quyết định tiêu hủy 180 khẩu súng trường đã được phê duyệt.[20] Đã được sửa đổi với Suppresor và phạm vi trong Cuộc xâm lược Ukraine của Nga năm 2022
- Quân đội nổi dậy Ukraina: SVT-38 và SVT-40 thu được từ Phát xít Đức Quốc xã và Hồng quân Liên Xô.
- Đông Đức
- Gruzia[21]
- Israel Được Tiệp Khắc cung cấp hỗ trợ
- Bắc Triều Tiên[22]